# Валентіно Галло
Валентіно Галло  (італ. Valentino Gallo; нар. 17 липня 1985) — італійський ватерполіст, срібний та бронзовий призер Олімпійських ігор, чемпіон світу.

## Виступи на Олімпіадах
| Олімпіада           | Дисципліна | Місце |
| ------------------- | ---------- | ----- |
| Пекін 2008          | водне поло | 9     |
| Лондон 2012         | водне поло | 2     |
| Ріо-де-Жанейро 2016 | водне поло | 3     |